# Гасте (Німеччина)
Гасте (нім. Haste) — громада в Німеччині, розташована в землі Нижня Саксонія. Входить до складу району Шаумбург. Складова частина об'єднання громад Ненндорф.
Площа — 11,13 км2. Населення становить 2721 ос. (станом на 31 грудня 2021).